# 小松市立能美小学校
小松市立能美小学校（こまつしりつ のみしょうがっこう）は、石川県小松市能美町にある公立小学校。

## 沿革
- 1874年（明治7年）2月 - 能美小学校が開校。
- 1880年（明治13年）4月 - 千代小学校と能美小学校を統合し、千代小学校が創設される。
- 1910年（明治43年）4月 - 能美尋常小学校と改称
- 1940年（昭和15年）12月 - 能美郡板津村が小松市へ編入されたのに伴い、小松市立能美尋常小学校と改称。
- 1941年（昭和16年）4月 - 国民学校令により、小松市立能美国民学校と改称。
- 1947年（昭和22年）4月 - 学制改革により、小松市立能美小学校と改称。小松市立板津中学校能美教場を設置。
- 1959年（昭和34年）4月 - 小松市立第一小学校に統合される。
- 1976年（昭和51年）4月 - 小松市立第一小学校の児童数急増に伴い、分離復活。
- 1976年（昭和51年）7月 - 校章・校歌を制定。
- 1977年（昭和52年）4月 - 「金銭教育」推進校として、石川県教育委員会から指定研究校に指定される（1977 - 78年度）。
- 1978年（昭和53年）6月 - 「統計教育」推進校として、石川県教育委員会から指定研究校に指定される（1978 - 80年度）。
- 1978年（昭和53年）11月 - 新校舎が竣工。
- 1979年（昭和54年）4月 - 自閉症・情緒障害治療教室「能美学級」開設。
- 1986年（昭和61年）4月 - 「道徳教育」推進校として、石川県教育委員会から指定研究校に指定される。（1986 - 88年度）
- 1989年（平成元年）7月 - 郷土資料室及び相撲場が完成。
- 1993年（平成5年）4月 - 「奉仕等体験学習」推進校として、文部省（当時）から指定研究校に指定される（1993～94年度）。
- 1996年（平成8年）4月 - イギリス、ゲーツヘッド市のフロントストリート小学校と姉妹提携を締結。交流を開始する。

## 通学区域
- 小松市 川辺町、白江町（ヲ・ワ）、千代町、能美町、一針町、平面町

卒業生は基本的に小松市立板津中学校へ進学する。

## 周辺
一帯は田園地帯。
- 梯川
- 白山神社
- 小松白江町郵便局
- 小松バイパス
  - 千代・能美インターチェンジ

## 交通
- 小松バス国府線で、「能美口」停留所下車後、徒歩約310m・約5分（「能美口」停留所から学校敷地は近いがら校門(正門)設置箇所の関係で遠回りとなる）。
- 国道8号線小松バイパス千代・能美ICから、車で約700m・約1〜2分。